# Maurice Clavel
Pour les articles homonymes, voir Clavel et Sinclair.
Maurice Clavel est un écrivain, journaliste et philosophe français né le 10 novembre 1920 à Frontignan (Hérault) et mort le 23 avril 1979 à Asquins (Yonne).
Fils de pharmacien, il va dans un premier temps adhérer à l’idéologie d'extrême droite, grossissant les rangs du Parti populaire français. Il entre dans l'administration vichyste en 1940, et finit par rejoindre la Résistance en 1942 dans la lutte armée contre les nazis sous le pseudonyme de Sinclair.

## Biographie

### Jeunesse
Né le 10 novembre 1920, Maurice Clavel est issu d’une famille dont le père est pharmacien. Dans ce milieu de petits commerçants languedociens ancré à droite, il milite au sein du PPF de sa ville natale, Frontignan.
Brillant élève, lauréat du concours général de latin,, il intègre l'École normale supérieure de la rue d'Ulm. Là, il fait à la fois la connaissance du trotskiste Jean-Toussaint Desanti et du maurrassien Pierre Boutang. C'est ce dernier qui, nommé au secrétariat de l'Instruction publique, l’invite à venir servir à ses côtés le maréchal Pétain. Venant d’obtenir son certificat de morale et de sociologie à Montpellier, Maurice Clavel accepte, mais perd ses illusions. Tout en préparant une thèse sur Kant, il s’engage alors dans la Résistance sous le pseudonyme de « Sinclair » (1942). Il sort quatrième de l'agrégation de philosophie en 1942. À la tête des FFI d’Eure-et-Loir, il participe à la libération de Nogent-le-Rotrou, puis de Chartres où il accueille le général de Gaulle sur le parvis de la cathédrale Notre-Dame.
À la Libération, il dénonce l'épuration aveugle et tente de sauver les têtes de Brasillach et de Drieu la Rochelle. Il n’en est pas moins un fervent militant du RPF dont les critiques acerbes du régime communiste lui valent d’être accusé par le PCF d’être « la voix de Goebbels »[réf. nécessaire]. Il fonde alors un journal, L'Essor, avec le concours d’Henri d'Astier de La Vigerie ou d’André Figueras. Parallèlement, il écrit des pièces mises en scène par Jean Vilar comme Les Incendiaires (1947) ou La Terrasse de midi (1949). Mais celles-ci s’avèrent des échecs et c'est brisé par sa rupture avec la comédienne Silvia Monfort qu’il accepte un poste de professeur au lycée Carnot de Dijon.
Peu apprécié par sa hiérarchie, il regagne vite l'univers du théâtre quand, en 1951, Jean Vilar le fait nommer secrétaire général du TNP. Mais sa pièce Balmaseda (1954), comme son premier roman Une fille pour l’été (1955), s’avèrent être encore des échecs.

### Journaliste

#### De 1955 à 1965
À partir de 1955, il entame sa carrière de journaliste dans les colonnes de Combat. Protestant, entre autres, contre l'invasion de la Hongrie par les chars soviétiques (1956) et l’usage de la torture en Algérie, il s’engage aux côtés des gaullistes de gauche de l’Union démocratique du travail en 1959.
Parallèlement, il renoue avec l'enseignement, et occupe le poste de professeur de philosophie, au lycée Camille-Sée et au lycée Buffon à Paris, dans les années 1960-1968.
Avec Emmanuel Berl, il anime aussi une émission radiophonique quotidienne (Qui êtes-vous ?).
Mais le refus des responsables de la radio d’accorder à Jean Daniel un droit de réponse sur l’Algérie l’amène à leur donner sa démission. L’année suivante, il cesse aussi de collaborer régulièrement à Combat après avoir publié Le Temps de Chartres.
Il n’en soutient pas moins la ligne du général de Gaulle sur l’Algérie, ce dernier lui confiant de nouer le dialogue avec Messali Hadj. Mais l’année 1965 marque une rupture dans son évolution politique et philosophique. D’abord, il retrouve la foi dans la religion catholique, conversion déclenchée par la lecture d'un livre de Paul Cochois sur Pierre de Bérulle, de la congrégation de l'Oratoire. Ensuite, l'affaire Ben Barka en octobre de la même année l’amène à prendre ses distances avec le général de Gaulle. Dans une tribune libre au Monde du 15 juin 1966, il consacre sa rupture avec ce dernier tout en annonçant à la presse sa disponibilité pour suivre le procès Ben Barka comme chroniqueur judiciaire. C'est ainsi qu’en juin, il est contacté par Hector de Galard pour suivre l’affaire dans le Nouvel Observateur à partir de la rentrée de septembre.

#### De 1965 à 1975
Il amorce sa collaboration au journal par des articles virulents contre le pouvoir, dénonçant, entre autres, les « requins et les goujons » (19 octobre 1966). L’année suivante, il récupère la chronique de télévision du Nouvel Observateur tout en continuant à écrire dans  Combat et à publier des romans comme La Pourpre de Judée ou Les Délices du genre humain (C. Bourgois, 1967). Mais c'est Mai 68 qui radicalise ses engagements. Percevant les événements de mai comme le « soulèvement de vie » d’une jeunesse lasse de la société de consommation, il ressent l’agitation révolutionnaire comme une fête et souhaite même entraîner les manifestants du 13 mai à l’assaut de l’Élysée. Cet engagement entraîne son interdiction des plateaux de l'ORTF et son licenciement de RTL où il animait une émission de critique sur la télévision.
Au sein du Nouvel Observateur, il prend  parti pour la direction au nom de la nécessité d’un responsable pour un journal, de la solitude de l’éditorialiste et de la responsabilité individuelle. Mais, à l’extérieur, il se met au service de la contestation la plus radicale au point de quitter son poste de professeur de philosophie au lycée Buffon. La publication de recueils de ses articles du Nouvel Observateur et de Combat en 1968 (Combat de franc-tireur pour une libération, J.-J. Pauvert) et en 1972 (Combat, de la Résistance à la Révolution, Flammarion) illustre bien la prime qu’il donne alors à ses activités journalistiques et à son engagement politique.
Il fréquente alors les milieux maoïstes dont il soutient l’action médiatique en fondant le 18 juin 1971 l’Agence de presse APL avec Sartre. Mais cette année est aussi celle qui le voit exploser sur la scène médiatique.
Le 13 décembre 1971, au cours de l’émission télévisée À armes égales, où il devait débattre avec Jean Royer, il découvre qu’un passage de son reportage où il évoque les sentiments, selon lui ambigus, du président Pompidou envers la Résistance (il y emploie le mot « aversion »), a été coupé au montage. Outré par ce qu’il considère comme de la censure, il quitte le plateau avec fracas et, s'adressant aux producteurs, leur lance un « Messieurs les censeurs, bonsoir !» qui fera date et la « Une » du Nouvel Observateur du 28 décembre 1971. Quelques mois plus tard, sa notoriété se renforce après l’obtention du prix Médicis (1972) pour son roman Le Tiers des étoiles ou on ne sait pas quel ange (B. Grasset, 1972).
Il met cette notoriété au service de militants maoïstes avec lesquels il lance en 1973 le quotidien Libération. Versant au journal une partie de ses droits d’auteur, il y publie notamment un feuilleton (15 mai-12 juin). Mais il reste quand même au Nouvel Observateur où son gaullisme, son catholicisme et sa proximité avec les « maos » irritent fortement les intellectuels du journal, mais il fascine certains journalistes comme Jean Daniel qui, par « sa permanente tentation chrétienne, son gaullisme profond et son goût du syncrétisme était absolument amoureux (intellectuellement) de Clavel». 
Par exemple, il défend l’encyclique Humanæ vitæ – condamnant l’avortement et la contraception – et proclame « Révolution sexuelle piège à cons » (21 février 1972) non  sans susciter l’approbation de nombreux lecteurs. Croyant « à un salut chrétien par les juifs », il voit en eux le « peuple choisi par Dieu pour que le Christ s’y incarne, y vive, meure et ressuscite» . Persuadé que la volonté de Dieu est perceptible au sein de l’Histoire humaine, sa réflexion dépasse toutefois largement cette question pour s’inscrire dans une opposition philosophique à Marx et à Heidegger.

#### Après 1975
S’établissant à Asquins (commune voisine de Vézelay) à l'automne 1975, il est moins présent au journal, y passant seulement pour y déposer son papier hebdomadaire et dîner avec ses amis des nouveaux philosophes. S’il se fait, dans Ce que je crois (1975) et Dieu est Dieu, nom de Dieu ! (1976), l’ardent défenseur d’une foi catholique retrouvée, il est en phase avec cette mouvance dont il apparaît comme le « parrain », ce que Gilles Deleuze commentera en ces termes : « Il y a du Dr Mabuse dans Clavel, un Dr Mabuse évangélique. Jambet et Lardreau, c'est Spöri et Pesch, les deux aides à Mabuse (ils veulent « mettre la main au collet » de Nietzsche)». D'ailleurs, Maurice Clavel accueille souvent les nouveaux philosophes dans sa maison d'Asquins, en particulier Christian Jambet et Guy Lardreau, justement, qui enseignent à Auxerre. Il apparaît dans l'émission d'Apostrophes « Les nouveaux philosophes sont-ils de droite ou de gauche ? » en 1977,  aux côtés de Bernard-Henri Lévy et d'André Glucksmann face à Xavier Delcourt et à François Aubral qui présentent leur essai Contre la nouvelle philosophie.
Maurice Clavel s'éteint dans sa maison d'Asquins le 23 avril 1979, d'une crise cardiaque. Il est enterré sous une simple dalle au cimetière de Vézelay dans l'Yonne.

## Hommages
En juin 1984, lors de son passage dans l'émission de TF1 Sept sur sept, animée par la journaliste Anne Sinclair, l'archevêque de Paris Jean-Marie Lustiger rappela la disparition de Maurice Clavel, cinq ans plus tôt, et qualifia ce dernier de « prophète de notre temps ».
En avril 1989, pour le 10e anniversaire de sa mort, une Journée d'hommage à Maurice Clavel, organisée par la revue Cité rassemblait la plupart de ceux qui avaient partagé ses combats : Luc de Goustine, Philippe Nemo, Jean-Toussaint Desanti, Marie Balmary, André Frossard, Hélène Bleskine, Edgar Morin, Jean-Pierre Le Dantec, Alain Jaubert, Jean-Paul Dollé, Jean Daniel, Roland Castro. La revue organisatrice a ensuite publié un numéro spécial regroupant toutes ces interventions.
Le 22 mars 2016, le collège des Bernardins (Paris) consacre un de ses « Mardis des Bernardins » à Maurice Clavel. Les intervenants sont Jean-Luc Marion, Marie Balmary, le père Philippe Capelle-Dumont et Jean-Louis Vieillard-Baron.

## Œuvres

### Essais et fictions
- Une fille pour l'été, Nouvelles, Julliard
- Le temps de Chartres : roman, René Julliard, 1960, 214 p.
- La pourpre de Judée, Bourgois, 1967
- Le Tiers des étoiles, roman, 1972 - Prix Médicis
- Qui est aliéné ? Critique et métaphysique sociale de l'Occident, Flammarion, 1970
- Les Paroissiens de Palente, roman, Grasset, 1974
- Combat de franc-tireur pour une libération, J.-J. Pauvert
- Combat de la résistance à la révolution, Flammarion
- Ce que je crois, Grasset, 1975
- Dieu est Dieu, nom de Dieu, Grasset, 1976
- Nous l'avons tous tué ou ce juif de Socrate, Seuil, 1977
- Deux siècles chez Lucifer, 1978
- La Suite appartient à d'autres, Stock, 1979
- La Perte et le fracas ou les Murailles du monde, roman, 1971
- Critique de Kant, 1980.

### Théâtre
Auteur
- Les Incendiaires, mise en scène Jean Vernier, Théâtre des Noctambules, 12 avril 1946
- La Terrasse de midi (1947)
- Snap (1949)
- Maguelone (1950)
- Canduela (1953)
- Balmaseda (1954)
- Les Albigeois (1955)
- La Grande Pitié du Royaume de France (1956)
- Saint Euloge de Cordoue (1964)
- Antoine et Cléopatre (1965)Théâtre Sarah Bernhard

Adaptation
- 1948 : Si je vis de Robert E. Sherwood, mise en scène Raymond Hermantier, Théâtre Saint-Georges
- 1952 : Le Joueur d'Ugo Betti, mise en scène André Barsacq, Théâtre de l'Atelier

### Essais
- Qui est aliéné ?
- Le Jardin de Djemila, roman, 1958

## Cinéma
- 1947 : Le Beau Voyage de Louis Cuny, scénariste
- 1953 : Les Crimes de l'amour, sketch Mina de Vanghel, coréalisateur avec Maurice Barry et scénariste
- 1956 : Don Juan (El Amor de Don Juan) de John Berry, coscénariste et coadaptateur
- 1956 : Les Possédées de Charles Brabant, coscénariste
- 1960 : Vers l'extase de René Wheeler, dialoguiste
- 1960 : Une fille pour l'été d'Édouard Molinaro, coscénariste
- 1960 : L'Homme à femmes de Jacques-Gérard Cornu, coscénariste
- 1961 : La Croix des vivants d'Ivan Govar, dialoguiste
- 1971 : Les Mariés de l'an II de Jean-Paul Rappeneau, coadaptateur et codialoguiste